# Tanudan
Tanudan è una municipalità di quarta classe delle Filippine, situata nella Provincia di Kalinga, nella Regione Amministrativa Cordillera.
Tanudan è formata da 16 baranggay:
- Anggacan
- Anggacan Sur
- Babbanoy
- Dacalan
- Dupligan
- Gaang
- Lay-asan
- Lower Lubo
- Lower Mangali
- Lower Taloctoc
- Mabaca
- Mangali Centro
- Pangol
- Poblacion
- Upper Lubo
- Upper Taloctoc